# Oligodon kampucheaensis
Oligodon kampucheaensis là một loài rắn trong họ Rắn nước. Loài này được Neang, Grismer & Daltry mô tả khoa học đầu tiên năm 2012.